# 桐油
| 棕櫚酸 | 5.5%  |
| 油酸   | 4.0%  |
| 亚油酸 | 8.5%  |
| 桐油酸 | 82.0% |

桐油是取自大戟科油桐属树木油桐种子的油，在空气中氧化经聚合反应生成致密的漆膜；和其他乾性油比較，有干燥快、比重小、附着力强、耐热、酸、碱等优点。

## 用途
桐油原产中国，传统上用来涂抹保护木器、制造油布、油纸等防水材料，调制油泥镶嵌缝隙，中医用来调和膏药等外用药。桐油在现代用于做木器油漆、油墨、制造合成树脂等。
中国传统的桐油来自三年桐（Aleurites fordii Hemsi.）和木油桐（Vernicia montana，又名千年桐）。日本油桐（Aleurites cordata Thunb.）所产的油称为日本桐油。
油桐种子含油率一般在35％以上，其中种仁含油率60％左右。成熟的种子采收后，去除果皮和种皮，用压榨的方法榨油，剩余的麸饼还可以进一步用溶剂萃取。这样制得的生桐油外观淡黄、暗红或暗黑色，分别称为白／红／黑桐油。生桐油干燥速度较慢，而且漆膜的透明性和粘性较差。生桐油加一氧化鉛等进一步熬制成为熟桐油，又称光油，更加适合做涂料。
「桐油灰」（熟桐油与石灰粉的混合物，大致比例1:3）過去用來抹在玻璃邊防止漏水；現在多改用玻璃膠。

## 毒性
桐油的外观类似食油，但桐油酸对人体有刺激性和毒性。接触或吸入熬制桐油的烟雾可能引起身体不适，误服桐油则可导致急性或慢性中毒甚至致死。急性中毒的症状为恶心呕吐、腹痛、腹泻、肾功能改变等，需要对症治疗。

## 俗語
桐油埕始終都是裝桐油：形容人惡習或本性難改（貶意）。由於桐油氣味濃烈，曾經裝載桐油的器皿會帶有強烈難聞氣味，難作其他用途，只能繼續用來裝載桐油。